# Кислотно-основний баланс
Кисло́тно-основни́й бала́нс — частина гомеостазу організму, що полягає у підтриманні сталості водневого показника (pH) у рідинах тіла. В людини він становить: близько 7,4 в артеріальній крові, 7,35 у венозній крові і тканинній рідині, приблизно 7,0 у цитозолі клітин. Точна регуляція кислотно-основного балансу необхідна у зв'язку із тим, що концентрація іонів H+ впливає на функції більшості білків організму, зокрема ферментів, гемоглобіну, цитохромів тощо. Підвищення pH крові (тобто зміщення реакції в сторону лужної) відносно норми називають алкалозом, зниження (зміщення в сторону більш кислої реакції) — ацидозом.
Невеликі кількості лугів, і, особливо, кислот постійно утворюються в організмі. Наприклад продуктом білкового катаболізму є аміак, який підвищує pH позаклітинної рідини. Розщеплення багатьох фосфоровмісних сполук призводить до утворення ортофосфатної кислоти; продуктом анаеробного окиснення глюкози є молочна кислота; метаболізм жирних кислот призводить до вивільнення у кров кетонових тіл; вуглекислий газ, що переноситься кров'ю, взаємодіє із водою з утворенням карбонатної кислоти. Щоб протистояти суттєвій зміні водневого показника рідин тіла організм має кілька пристосувальних механізмів: 
1. хімічні буфери,
2. регуляція частоти і глибини дихання центрами у стовбурі мозку,
3. регуляція кислотно-основної рівноваги нирками.

Буферні системи є першою ланкою захисту організму від порушення кислотно-основного гомеостазу, вони спрацьовують за частки секунди по зміщенню pH від нормального значення. Дихальні центри реагують за 1—3 хвилини, в той час як видільній системі необхідні години і дні для здійснення впливу на водневий показник. Проте цей останній механізм є найбільш потужним.

## Буферні системи організму
Хімічні буферні системи — це розчини хімічних сполук, які протидіють зміні водневого показника, завдяки наявності донорів іонів H+, що спрацьовують в разі підвищення pH, та їх акцепторів, які приєднують зайві протони в разі зниження pH. У рідинах організму працюють три основні буферні системи:
- бікарбонатна;
- фосфатна;
- білкова.

### Бікарбонатна буферна система
Бікарбонатна буферна система досить потужна і найбільш мобільна, серед буферних систем позаклітинних рідин вона є найважливішою. Ця система складається із карбонатної кислоти (Н2СО3) і гідрокарбонат (чи бікарбонат) іона (HCO-
3). Коли у кров надходить кислота, наприклад, молочна, бікарбонат приєднує зайві іони H+ і перетворюється карбонатну кислоту:
{\displaystyle HCO_{3}^{-}+H^{+}\rightleftarrows H_{2}CO_{3}}.
У випадку надходження у кров основи відбувається зворотний процес — дисоціація карбонатної кислоти, що супроводжується вивільненням іонів H+.
Концентрація бікарбонату, який є частиною лужного резерву, у крові становить 24—25 мМ, в той час як концентрація карбонатної кислоти всього лише 1 мМ. Незважаючи на низький вміст кислоти, бікарбонатна буферна система може ефективно протистояти зсуву pH у сторону лужної реакції, завдяки постійному контакту із повітрям легень. Повітря містить вуглекислий газ, який може розчинятись у плазмі і перетворюватись у карбонатну кислоту, через це її запас є фактично безмежним. Однією із причин ефективності бікарбонатної буферної системи є те, що її може регулювати зміна частоти і глибини дихання. Чим краще відбувається вентиляція легень, тим більше карбонатної кислоти розкладається до вуглекислого газу, якого видихає через легені організм. Таким чином людина може спровокувати у себе легкий ацидоз затримкою дихання або легкий алкалоз гіпервентиляцією легень.

### Фосфатна буферна система
Див. також: Натрій-фосфатний буфер
Фосфатна буферна система працює схоже до карбонатної: донором протонів у ній виступає дигідрогенфосфат, акцептором — моногідрогенфосфат. Перший запобігає підвищенню pH, а другий — його зниженню:
{\displaystyle H_{2}PO_{4}^{-}\rightleftarrows HPO_{4}^{-}2+H^{+}}.
У тканинній рідині, крові та лімфі концентрація фосфатів порівняно невисока (приблизно шоста частина від концентрації карбонатів), через це фосфатна буферна система має відносно невелику роль у підтриманні кислотно-основної рівноваги цих рідин. Зокрема, вона становить близько 5% буферної ємності крові. Проте у цитоплазмі клітин і сечі, де вміст фосфатів значно вищий, ця буферна система працює дуже ефективно.

### Білкова буферна система
Білки плазми крові і внутрішньоклітинні білки становлять найбільшу та найпотужнішу буферну систему організму. Приблизно три чверті всієї буферної ємності рідин організму зосереджені всередині клітин, і забезпечують її переважно внутрішньоклітинні білки, вони також відповідають приблизно за 7% буферної ємності крові.
Білки є амфотерними сполуками, тобто в залежності від реакції середовища вони можуть поводитись як основи або як кислоти, завдяки наявності у бічних ланцюгах амінокислот карбоксильних і аміногруп:
{\displaystyle -COOH\rightleftarrows -COO^{-}+H^{+}}
{\displaystyle -NH_{3}+H^{+}\rightleftarrows -NH_{4}^{+}}.
Таким чином білкові молекули можуть ефективно виконувати роль буферних агентів.

#### Гемоглобінова буферна система
Одним із прикладів білків, що виконують роль буферних агентів у плазмі крові є гемоглобін. Буферні властивості гемоглобіну обумовлені співвідношеннями відновленого гемоглобіну і його калієвої солі. У слабколужному розчині, яким є кров, гемоглобін і оксигемоглобін мають властивості кислот. Ця система може функціонувати самостійно, але в організмі вона тісно зв'язана з бікарбонатною БС. Коли кров перебуває у тканинних капілярах, звідки надходять кислі продукти, гемоглобін виконує функції основи. У легенях гемоглобін, навпаки, поводить себе як кислота, що запобігає збільшенню pH крові після виведення карбонатної кислоти у формі вуглекислого газу. Оксигемоглобін — сильніша кислота, ніж дезоксигемоглобін. Гемоглобін, що звільняється у тканинах від кисню, набуває здатності до зв'язування протонів, унаслідок чого венозна кров може накопичувати вуглекислий газ без істотного зсуву рН.

## Респіраторна регуляція
Респіраторна регуляція кислотно-основного балансу рідин тіла тісно пов'язана із бікарбонатною буферною системою. Функцією дихальної системи є постачання організму киснем і виведення з нього вуглекислого газу, що утворюється у процесі катаболізму органічних речовин. Вуглекислий газ із тканин потрапляє в еритроцити крові, де фермент карбоангідраза каталізує його реакцію з водою, продуктом якої є карбонатна кислота. Більшість цієї сполуки дисоціює до бікарбонату:
{\displaystyle CO_{2}+H_{2}O\rightleftarrows H_{2}CO_{3}\rightleftarrows H_{C}O_{3}^{-}+H^{+}}.
Під час виділення вуглекислого газу в легенях рівновага обидвох реакцій зсувається вліво й іони H+ знову включаються у воду.
Завдяки функціонуванню білкової буферної системи, в основному гемоглобінової, транспорт вуглекислого газу майже не призводить до зміни pH крові. У здорової людини кількість CO2, яку утворюють тканини, дорівнює кількості, яка виділяють легені. Коли з якихось причин його концентрація в крові зростає (наступає гіперкапнія), це має наслідком виникнення ацидозу, в тому числі у спинномозковій рідині. В таких умовах відбувається активація хеморецепторів довгастого мозку, крім того інформація про зменшення pH надходить і від периферійних хеморецепторів, внаслідок чого дихальний центр збуджується та стимулює глибше і частіше дихання. Покращення вентиляції легень призводить до виділення більшої кількості вуглекислого газу, а отже зсуву рівноваги реакції вліво і зменшення концентрації іонів H+.
Підвищення pH крові призводить до пригнічення дихального центру, дихання стає рідшим і неглибоким. Це має наслідком накопичення вуглекислого газу в крові, і зміщення рівноваги реакцій в сторону утворення бікарбонату і H+, таким чином нормальне значення водневого показника відновлюється.
Дихальна система реагує на зміни pH впродовж хвилин і має дуже великий потенціал для регуляції кислотно-основного балансу: зменшення або збільшення вдвічі альвеолярної вентиляції призводить до зміни водневого показника на 0,2. Значення pH 7,2 і 7,6 є суттєвими відхиленнями від норми, але можливо досягнути значно більших змін, оскільки вентиляція може збільшувати до 15 разів або зменшуватись до нуля.
Будь-які порушення функціонування дихальної системи призводять до кислотно-основного дизбалансу: гіпервентиляція — до респіраторного алкалозу, гіповентиляція — до респіраторного ацидозу.